# گردا لرنر
گردا لرنر (انگلیسی: Gerda Lerner; ۳۰ آوریل ۱۹۲۰ – ۲ ژانویهٔ ۲۰۱۳) مورخ، استاد دانشگاه، نویسنده، و فیلم‌نامه‌نویس اهل ایالات متحده آمریکا بود.
وی همچنین برندهٔ جوایزی همچون کمک‌هزینه گوگنهایم و نشان اتریش برای علم و هنر شده‌است.